# Хипертекст
Хипертекстът е метод за представяне на информация на компютър или други електронни устройства, при който части от текст, изображения или звук могат да съдържат връзка към друга информация. Тази връзка се нарича хипервръзка и чрез нея потребителят може да се придвижва през множество от свързани документи. Когато хипервръзката е текстова, тя обикновено е със специално форматиране, отличаващо я от останалия (обикновен) текст. Първата масово разпространена програма, позволяваща създаване на хипертекст, е HyperCard  за Macintosh, а първите публикации, описващи тази идея, датират от 1945 година.

## Видове употреби на хипертекст
Хипертекстовите документи могат да бъдат или статични (подготвени и съхранявани предварително), или динамични (непрекъснато се променят в отговор на въведеното от потребителя, като динамични уеб страници). Статичният хипертекст може да се използва за препратка към колекции от данни в документи, софтуерни приложения или книги на компактдискове. Добре изградената система може да включва и други конвенции за потребителски интерфейс, като менюта и командни редове. Връзките, използвани в хипертекстов документ, обикновено заменят текущата част от хипертекста с целевия документ. По-малко известна функция е StretchText, която разширява или свива съдържанието на място, като по този начин дава повече контрол на читателя при определяне на нивото на детайлност на показания документ. Някои изпълнения поддържат изключване, при което текстът или друго съдържание се включва чрез препратка и автоматично се изобразява на място.
Хипертекстът може да се използва за поддържане на много сложни и динамични системи за свързване и кръстосано препращане. Най-известната реализация на хипертекст е World Wide Web, написана през последните месеци на 1990 г. и пусната в Интернет през 1991 г.

## История
През 1941 г. Хорхе Луис Борхес публикува „Градината на разклоняващите се пътеки“, кратка история, която често се смята за вдъхновение за концепцията за хипертекста.
През 1945 г. Ванивар Буш пише статия в The Atlantic Monthly, озаглавена „Както можем да мислим“, за футуристично устройство с протохипертекст, което той нарича Memex. Memex хипотетично ще съхранява – и записва – съдържание върху барабаните на микрофилм, като използва електрически фотоклетки за четене на кодирани символи, записани до отделни рамки на микрофилма, докато барабаните се въртят с висока скорост и спират по команда. Кодираните символи ще позволят на Memex да индексира, търси и свързва съдържание, за да създава и следва асоциативни пътеки. Тъй като Memex никога не е бил реализиран и е могъл да свързва съдържание по сравнително груб начин – чрез създаване на вериги от цели микрофилмови кадри – Memex днес се разглежда само като прото-хипертекстово устройство, но е от основно значение за историята на хипертекста, тъй като директно вдъхновява изобретението на хипертекст от Тед Нелсън и Дъглас Енгълбърт.